# Chiều dài thực
Độ dài riêng hoặc độ dài nghỉ là độ dài của một vật thể trong hệ quy chiếu đứng yên của vật thể đó.
Việc đo lường độ dài trong thuyết tương đối phức tạp hơn so với trong cơ học cổ điển. Trong cơ học cổ điển, độ dài được đo dựa trên giả định rằng các vị trí của tất cả các điểm liên quan được đo đồng thời. Nhưng trong thuyết tương đối, khái niệm tính đồng thời phụ thuộc vào người quan sát.
Một thuật ngữ khác, khoảng cách riêng, cung cấp một đại lượng không đổi mà giá trị của nó giống nhau đối với mọi người quan sát.
Khoảng cách riêng tương tự như thời gian riêng. Điểm khác biệt là khoảng cách riêng được định nghĩa giữa hai sự kiện cách nhau trong không gian (hoặc dọc theo một đường không-thời gian không gian), trong khi thời gian riêng được định nghĩa giữa hai sự kiện cách nhau trong thời gian (hoặc dọc theo một đường không-thời gian thời gian).

## Độ dài riêng hoặc độ dài nghỉ
Độ dài riêng hoặc độ dài nghỉ của một vật thể là độ dài của vật thể được đo bởi một người quan sát đứng yên so với vật thể đó, bằng cách sử dụng các thước đo tiêu chuẩn trên vật thể. Việc đo các đầu mút của vật thể không cần phải đồng thời, vì các đầu mút luôn đứng yên ở cùng vị trí trong hệ quy chiếu nghỉ của vật thể, do đó nó không phụ thuộc vào Δt. Độ dài này được cho bởi:
{\displaystyle L_{0}=\Delta x.}
Tuy nhiên, trong các hệ quy chiếu di chuyển tương đối với vật thể, các đầu mút của vật thể phải được đo đồng thời, vì chúng liên tục thay đổi vị trí. Độ dài thu được ngắn hơn độ dài nghỉ và được tính theo công thức co ngắn độ dài (với γ là hệ số Lorentz):
{\displaystyle L={\frac {L_{0}}{\gamma }}.}
So sánh, khoảng cách riêng bất biến giữa hai sự kiện bất kỳ xảy ra ở các đầu mút của cùng một vật thể được cho bởi:
{\displaystyle \Delta \sigma ={\sqrt {\Delta x^{2}-c^{2}\Delta t^{2}}}.}
Vì vậy, Δσ phụ thuộc vào Δt, trong khi (như đã giải thích ở trên) độ dài nghỉ L0 của vật thể có thể được đo độc lập với Δt. Điều này dẫn đến Δσ và L0, được đo tại các đầu mút của cùng một vật thể, chỉ trùng khớp với nhau khi các sự kiện đo lường xảy ra đồng thời trong hệ quy chiếu nghỉ của vật thể, do đó Δt bằng 0. Như được giải thích bởi Fayngold:
Trang 407: "Lưu ý rằng khoảng cách riêng giữa hai sự kiện nói chung không giống như độ dài riêng của một vật thể có các điểm cuối trùng khớp với các sự kiện đó. Hãy xem xét một thanh rắn có độ dài riêng không đổi l0. Nếu bạn ở trong hệ quy chiếu nghỉ K0 của thanh, và bạn muốn đo chiều dài của nó, bạn có thể làm điều đó bằng cách đánh dấu các đầu mút của nó. Và không cần thiết phải đánh dấu chúng đồng thời trong K0. Bạn có thể đánh dấu một đầu ngay bây giờ (vào một thời điểm t1) và đầu kia sau đó (vào một thời điểm t2) trong K0, và sau đó đo khoảng cách giữa các dấu. Chúng ta thậm chí có thể xem xét phép đo như vậy là một định nghĩa khả dĩ cho độ dài riêng. Từ quan điểm của vật lý thực nghiệm, yêu cầu rằng các dấu được tạo đồng thời là dư thừa đối với một vật thể đứng yên có hình dạng và kích thước không đổi, và trong trường hợp này có thể bỏ qua yêu cầu này. Vì thanh đứng yên trong K0, khoảng cách giữa các dấu chính là độ dài riêng của thanh bất kể khoảng thời gian giữa hai lần đánh dấu. Mặt khác, đó không phải là khoảng cách riêng giữa các sự kiện đánh dấu nếu các dấu không được thực hiện đồng thời trong K0."

## Khoảng cách riêng giữa hai sự kiện trong không gian phẳng
Trong thuyết tương đối hẹp, khoảng cách riêng giữa hai sự kiện cách nhau trong không gian là khoảng cách giữa hai sự kiện, được đo trong một hệ quy chiếu quán tính mà các sự kiện là đồng thời. Trong hệ quy chiếu cụ thể đó, khoảng cách được tính bởi
{\displaystyle \Delta \sigma ={\sqrt {\Delta x^{2}+\Delta y^{2}+\Delta z^{2}}},}
trong đó:
Δx, Δy và Δz là các khoảng cách khác biệt theo tọa độ tuyến tính và tọa độ không gian ba chiều.
Định nghĩa này cũng có thể được áp dụng tương đương với bất kỳ hệ quy chiếu quán tính nào (mà không cần các sự kiện đồng thời trong hệ quy chiếu đó) bằng
{\displaystyle \Delta \sigma ={\sqrt {\Delta x^{2}+\Delta y^{2}+\Delta z^{2}-c^{2}\Delta t^{2}}},}
trong đó:
Δt là khoảng cách theo tọa độ thời gian giữa hai sự kiện, và
c là tốc độ ánh sáng.
Hai công thức này là tương đương nhờ tính bất biến của khoảng cách không-thời gian, và vì Δt = 0 chính xác khi hai sự kiện là đồng thời trong hệ quy chiếu đã cho.
Hai sự kiện cách nhau trong không gian khi và chỉ khi công thức trên cho một giá trị thực, không bằng 0 cho Δσ.

## Khoảng cách riêng dọc theo một đường cong
Công thức trên về khoảng cách riêng giữa hai sự kiện giả định rằng không-thời gian trong đó hai sự kiện xảy ra là phẳng. Do đó, công thức trên nói chung không thể được sử dụng trong thuyết tương đối rộng, nơi không-thời gian cong được xét đến. Tuy nhiên, có thể định nghĩa khoảng cách riêng dọc theo một đường cong trong bất kỳ không-thời gian nào, dù phẳng hay cong. Trong một không-thời gian phẳng, khoảng cách riêng giữa hai sự kiện là khoảng cách riêng dọc theo một đường thẳng giữa hai sự kiện đó. Trong một không-thời gian cong, có thể có nhiều hơn một đường thẳng (địa tuyến) giữa hai sự kiện, vì vậy khoảng cách riêng dọc theo một đường thẳng giữa hai sự kiện sẽ không xác định duy nhất khoảng cách riêng giữa hai sự kiện đó.
Dọc theo một đường cong bất kỳ mang tính không gian P, khoảng cách riêng được tính bằng tích phân đường trong ký pháp tensor như sau:
{\displaystyle L=c\int _{P}{\sqrt {-g_{\mu \nu }dx^{\mu }dx^{\nu }}},}
trong đó:
gμν là tensor metric cho không-thời gian hiện tại và hệ tọa độ được ánh xạ, và
dxμ là sự khác biệt tọa độ giữa các sự kiện lân cận dọc theo đường cong P.
Trong phương trình trên, tensor metric được giả định sử dụng +−−− chữ ký metric, và được chuẩn hóa để trả về thời gian thay vì khoảng cách. Dấu "−" trong phương trình nên được bỏ qua nếu tensor metric sử dụng chữ ký metric −+++. Ngoài ra, c cũng nên được bỏ qua nếu tensor metric được chuẩn hóa để sử dụng một khoảng cách hoặc sử dụng đơn vị hình học.